# Cephalispa bipuncta
Cephalispa bipuncta är en tvåvingeart som först beskrevs av Malloch 1929.  Cephalispa bipuncta ingår i släktet Cephalispa och familjen husflugor. Inga underarter finns listade i Catalogue of Life.